# Medusulina egenella
Medusulina egenella är en lavart som först beskrevs av Johannes Müller Argoviensis, och fick sitt nu gällande namn av Johannes Müller Argoviensis. Medusulina egenella ingår i släktet Medusulina och familjen Graphidaceae.   Inga underarter finns listade i Catalogue of Life.